# Gaular
Gaular est une ancienne kommune de Norvège. Elle est située dans le comté de Sogn og Fjordane, centrée sur la rivière Gaula (en).